# Anomis erosa
Anomis erosa (tên tiếng Anh: Yellow Scallop Moth hoặc Abutilon Moth) là một loài bướm đêm thuộc họ Erebidae. Nó được tìm thấy ở tây nam Bắc Mỹ. It is mostly a miền nam species, but migrants reach Manitoba, Quebec và Maine.
Sải cánh dài khoảng 27 mm.
Ấu trùng ăn các loài cotton, hibiscus hoặc rose of sharon, hollyhock, marsh mallow, okra, rose-mallow, velvet leaf và other Malvaceae.